# 園田隼
園田 隼（そのだ はやと、1989年4月5日 - ）は、日本の元陸上競技選手。専門種目は長距離走・マラソン。主な実績に、2015年熊本城マラソン優勝、2016年福岡国際マラソン4位、2018年別府大分毎日マラソン2位、2018年アジア競技大会4位など。熊本県阿蘇郡西原村出身。丸刈りの髪型がトレードマークである。

## 人物・略歴
2002年3月西原村立山西小学校、2005年3月西原村立西原中学校、2008年3月熊本国府高等学校、2012年3月上武大学ビジネス情報学部を卒業。2012年4月黒崎播磨入社、陸上競技部に所属した。
高校時代までは特に目立った実績を残せなかったが、上武大学（群馬県伊勢崎市）進学後は、1996年アトランタオリンピック・2000年シドニーオリンピック日本男子長距離走代表の花田勝彦監督から指導を受け、箱根駅伝競走へ2度出走。3年時の第87回箱根駅伝は山登りの5区・区間14位、4年時の第88回箱根駅伝も5区・区間13位の成績だった。2011年の第43回全日本大学駅伝対校選手権大会では最終8区を走り、チームを初のシード獲得に導いた。
大学卒業後は実業団の黒崎播磨（福岡県北九州市）に入社、同陸上部に入部。それから間もなくは長距離走のトラックレース出場や、駅伝の主要メンバー等として活動。
2014年3月のびわ湖毎日マラソンで初マラソンに挑戦したが、2時間20分台の46位に留まっている。
2015年2月の熊本城マラソンでは、男子の部で2時間18分00秒の記録でマラソン初優勝。
世界陸上ロンドン大会男子マラソン選考会を兼ねた、2016年12月の福岡国際マラソンは、一般参加選手でのエントリーながら、レース中盤辺りまで優勝争いの集団に加わった。その後日本人トップで総合3位の公務員ランナー（当時）・川内優輝のロングスパートには遅れを取ったが、それまでの自己記録を7分縮める2時間10分台で日本人2位・総合4位と健闘した。
2017年3月のびわ湖毎日マラソンにも出走したが、25Km以降ペースダウンし2時間11分台の日本人4位・総合7位に終わり、自身初の世界陸上選手権日本代表入りは果たせなかった。
2018年2月の別府大分毎日マラソンに、国内招待では持ちタイムトップの選手として出場。30Km付近迄先頭集団についていき、ペースメーカーが外れてから、園田自ら積極的に集団から飛び出した。レース終盤ではデスモンド・モクゴブ（南アフリカ）に追いつかれてからは激しいデッドヒートとなり、最後はゴール地点・大分市営陸上競技場のトラック勝負に縺れ込んだが、惜しくも3秒の僅差で敗れ2位だった。それでも自身マラソンで初めてのサブテン（2時間10分以内）をマークし、マラソングランドチャンピオンシップ（2020年東京オリンピック・男子マラソン選考会）への出場権を獲得した。さらに、同年8月開催のジャカルタアジア競技大会男子マラソン種目へ、井上大仁と日本代表に抜擢された。
2018年8月のジャカルタアジア大会・男子マラソン本番では、レース序盤から優勝争いの集団に加わる。30Km付近から園田自ら先頭に立ち、積極的にロングスパートを仕掛けたが、38Km付近で同大会優勝・金メダリストとなった井上大仁らの引き離しについていけず脱落。その後は多布傑（中国）と3位を争ったものの、終盤でスローダウンし多布傑とは16秒差の4位に終わり、銅メダル獲得も成らなかった。
2019年7月の釧路湿原マラソン・男子30Kmの部にゲスト招待選手として出走。プロランナー・川内優輝と号砲からデッドヒートとなったが、結果トップの川内とは38秒差遅れの1時間38分20秒でゴール（オープン参加の為公式記録・順位は無し）。
2019年9月のマラソングランドチャンピオンシップ（MGC・東京五輪男子マラソン代表選考レース）に出走したが、レース前半から優勝争いに殆ど加わる事は出来ないまま、2時間21分台の総合26位に終わった（最下位は次の27位だった井上大仁）。2020年3月、東京マラソン2020（MGCファイナルチャレンジ第2弾）へ出場したが、2時間18分台の総合79位と惨敗だった。
MGC以後は故障や体調不良が続き、2021年3月末をもって現役を引退することを発表した。その後は「社業に専念」としている。

## 自己記録
- 5000m - 14分05秒64（2016年5月・鞘ヶ谷記録会）
- 10000m - 28分53秒14（2016年5月・九州実業団選手権）
- ハーフマラソン - 1時間03分00秒（2016年2月・香川丸亀国際ハーフマラソン）
- 30Km - 1時間32分00秒（2013年2月・熊日30Kmロードレース）
- マラソン - 2時間09分34秒（2018年2月・別府大分毎日マラソン）

## マラソン全成績
| 年月           | 大会                               | 順位 | 記録          | 備考                                       |
| -------------- | ---------------------------------- | ---- | ------------- | ------------------------------------------ |
| 2014年3月2日   | びわ湖毎日マラソン                 | 46位 | 2時間20分30秒 | 初マラソン・仁川アジア競技大会選考レース   |
| 2014年12月7日  | 福岡国際マラソン                   | 19位 | 2時間19分35秒 | 世界陸上北京大会選考レース                 |
| 2015年2月15日  | 熊本城マラソン                     | 優勝 | 2時間18分00秒 | マラソン初優勝                             |
| 2015年3月1日   | びわ湖毎日マラソン                 | 38位 | 2時間22分13秒 | 世界陸上北京大会選考レース                 |
| 2015年10月18日 | 出水ツルマラソン                   | 3位  | 2時間25分31秒 |                                            |
| 2015年12月6日  | 福岡国際マラソン                   | 13位 | 2時間17分40秒 | リオデジャネイロオリンピック選考レース     |
| 2016年2月14日  | オースティンマラソン               | 優勝 | 2時間23分30秒 | マラソン2回目の優勝                        |
| 2016年3月6日   | びわ湖毎日マラソン                 | 37位 | 2時間19分25秒 | リオデジャネイロオリンピック選考レース     |
| 2016年12月4日  | 福岡国際マラソン                   | 4位  | 2時間10分40秒 | 世界陸上ロンドン大会選考レース             |
| 2017年3月5日   | びわ湖毎日マラソン                 | 7位  | 2時間11分32秒 | 世界陸上ロンドン大会選考レース             |
| 2017年12月3日  | 福岡国際マラソン                   | 11位 | 2時間12分04秒 | MGCシリーズ第2弾（東京オリンピック選考会） |
| 2018年2月4日   | 別府大分毎日マラソン               | 2位  | 2時間09分34秒 | 自己記録・日本人首位・MGCシリーズ第3弾     |
| 2018年8月25日  | ジャカルタアジア競技大会           | 4位  | 2時間19分04秒 |                                            |
| 2018年12月2日  | 福岡国際マラソン                   | 5位  | 2時間10分31秒 | MGCシリーズ第7弾                           |
| 2019年2月3日   | 別府大分毎日マラソン               | 8位  | 2時間10分39秒 | MGCシリーズ第8弾                           |
| 2019年4月15日  | ボストンマラソン                   | 18位 | 2時間15分58秒 |                                            |
| 2019年9月15日  | マラソングランドチャンピオンシップ | 26位 | 2時間21分51秒 |                                            |
| 2020年3月1日   | 東京マラソン2020                   | 79位 | 2時間18分29秒 | MGCファイナルチャレンジ第2弾               |

## 参考資料
- グランツール九州2012【県代表の横顔】＜下＞励まし被災地元気づけたい（西日本新聞・2012年10月27日記事）
- 黒崎播磨 陸上競技部 大会結果
- 熊本城マラソン2015 大会結果
- 一般参加の園田隼4位「報われた」自己記録7分更新（日刊スポーツ・2016年12月4日記事）
- 第72回 びわ湖毎日マラソン大会記録
- 園田隼2位でMGC出場権、別府大分毎日マラソン（日刊スポーツ・2018年2月4日記事）
- 園田隼がタフにMGC出場権獲得「自分の集大成に」（日刊スポーツ・2018年2月4日記事）
- 園田隼さん＝別府大分毎日マラソンで日本人トップの2位(毎日新聞・2018年2月6日記事)